# چرچز
چرچز (انگلیسی: Church's) شرکت کالای لوکس بریتانیایی است، که در سال ۱۸۷۳ تأسیس شد.